# Fontána (film)
Fontána (v anglickém originále The Fountain) je americký dramatický film Darrena Aronofského z roku 2006. V hlavních rolích se objevili Hugh Jackman a Rachel Weiszová. Ve snímku se mísí prvky fantasy, sci-fi a duchovna. Skládá se ze tří hlavních dějových linií s tématy nesmrtelnosti, ztráty milovaných a snahy vyhnout se tomuto osudu. Jackman a Weiszová zde ztvárnili několik postav spoutaných láskou napříč prostorem a časem – španělského conquistadora a jeho nešťastnou královnu, současného vědce a jeho manželku postiženou rakovinou a vesmírného putovníka.
Aronofsky půovdně zamýšlel natočit film s rozpočtem 70 milionů dolarů a s Bradem Pittem a Cate Blanchettovou v hlavních rolích, avšak po Pittově odstoupení od role a překročení rozpočtu se studio Warner Bros. rozhodlo ukončit produkci tohoto filmu. Aronofsky se proto rozhodl přepsat scénář tak, aby jej byl schopný zrealizovat s rozpočtem 35 milionů dolarů a do hlavních rolí obsadil Jackmana a Weiszovou.
Film byl uveden do distribuce ve Spojených státech a Kanadě 22. listopadu 2006 a celosvětově vydělal 16 milionů dolarů. Kritika neměla na tento film jednoznačný názor, avšak od svého uvedení se stal poměrně kultovním.

## Děj
Conquistador Tomás Verde v Novém Španělsku bojuje se skupinou mayských bojovníků. Snaží se dostat do pyramidy, kde je následně napaden mayským knězem.
Příběh dále představuje podobně vypadajícího muže, který opatruje vysoký strom a putuje v kulaté bublině vesmírem, přičemž je vyrušován ženou jménem Izzi.
Ve třetí dějové lince, která se odehrává v současnosti, doktor Tom Creo ztrácí svou manželku Izzi, kterou postihl nádor na mozku. Tom pracuje na léku proti degenerativním onemocněním mozku s pomocí vzorků ze stromu z Guatemaly. Izzi se postupně smiřuje se smrtí, avšak Tom tuto skutečnost odmítá přijmout a snaží se pro ni najít lék. Izzi mezitím sepisuje příběh nazvaný „Fontána“ o královně Izabele, která kvůli Inkvizici ztrácí království a pověřuje Tomáse Verdeho, aby se vydal na území Mayů do Střední Ameriky hledat mytický Strom života. Jelikož Izzi nepředpokládá, že dokončí svou knihu, požádá Toma, aby ji dopsal za ni.
Izzi s Tomem na obloze pozorují mlhovinu Xibalba a Izzi si představuje, stejně jako Mayové, že se zde po smrti setkají jejich duše, až hvězda exploduje jako supernova.
Tom zaznamenává pokroky ve vývoji léku a objevuje účinky proti stárnutí. Krátce poté však Izzi umírá. Tom se na jejím pohřbu rozhodne, že nalezne lék na smrt.
Tomás ve středoamerické džungli zjišťuje, že většina jeho družiny je již vyčerpána a odmítá nadále pokračovat ve hledání pyramidy. S několika posledními věrnými následovníky doráží k pyramidě. Následně se zopakuje úvodní scéna, ve které Tomás bojuje s mayským knězem.
Vesmírný cestovatel Tom tráví čas fyzickým i mentálním cvičením, například meditací, která mu umožňuje vnímat minulost a interagovat s ní.
Dobyvatel Tomás je mayským knězem zasažen do břicha a kněz se ho právě chystá zabít, když se mu náhle zjeví Tom. Kněz nyní považuje Tomáse za Stvořitele, díky kterému se zrodil veškerý život. Tomás zabije kněze jakožto oběť a pokračuje k jezeru s velkým stromem, který považuje za Strom života. Tomás si nanese mízu ze stromu na svou bodnou ránu a ta zmizí. Začne pít mízu vytékající z kůry, avšak podle staré mayské pověsti tím dává vzniknout novému životu. Z jeho těla začnou rašit rostliny a tráva.
Ve vesmíru strom uvnitř bubliny umírá těsně před koncem cesty a hvězda krátce poté zaniká výbuchem supernovy. Pohlcuje bulbinu a vše uvnitř ní. Putovníkovo tělo se rozpadá a je vstřebáno stromem, který díky tomu začne opět kvést. Zjevuje se Izzi a podává Tomovi ze stromu ovoce. Tom ho zasazuje na Izzině hrobě.

## Obsazení
- Hugh Jackman jako conquistador Tomás Verde / Dr. Tom Creo / vesmírný putovník Tom
- Rachel Weiszová jako královna Izabela / Isabel Creová (Izzi)
- Ellen Burstynová jako dr. Lillian Guzettiová
- Mark Margolis jako otec Avila
- Stephen McHattie jako inkvizitor Silecio